# Coccorchestes biroi
Coccorchestes biroi är en spindelart som beskrevs av Balogh 1980. Coccorchestes biroi ingår i släktet Coccorchestes och familjen hoppspindlar. Inga underarter finns listade i Catalogue of Life.